# Branka Zec
Branka Zec (* 31. Oktober 1986 in Ljubljana, SFR Jugoslawien) ist eine ehemalige slowenische Handballspielerin, die zuletzt für den deutschen Bundesligisten VfL Waiblingen auflief.

## Karriere

### Im Verein
Zec begann das Handballspielen im Alter von acht Jahren in ihrer Geburtsstadt bei ŽRK Olimpija Ljubljana. Mit der Damenmannschaft von ŽRK Olimpija lief sie in der höchsten slowenischen Spielklasse auf und nahm mehrmals an europäischen Pokalwettbewerben teil. Im Jahr 2011 wechselte sie zum Ligakonkurrenten ŽRK Veplas Velenje. Im Sommer 2013 schloss sich die Torhüterin dem deutschen Bundesligisten Vulkan-Ladies Koblenz/Weibern an. Im Jahr 2015 trat sie mit den Vulkan-Ladies den Gang in die Zweitklassigkeit an.
Zec wechselte im Sommer 2016 zum deutschen Bundesligisten Bayer 04 Leverkusen. Zusätzlich begann sie bei der Bayer AG eine Ausbildung zur Kauffrau für Büromanagement. Zur Saison 2018/19 wechselte sie zum Ligakonkurrenten Frisch Auf Göppingen. Im Jahr 2019 beendete sie erfolgreich ihre Ausbildung. Im Sommer 2020 schloss sich Zec dem Zweitligisten VfL Waiblingen an. Aufgrund eines Kreuzbandrisses pausierte sie ab April 2021. Mit Waiblingen stieg sie 2022 in die Bundesliga auf. Nach der Saison 2022/23 beendete sie ihre Karriere.

### In der Nationalmannschaft
Branka Zec bestritt 83 Länderspiele für die slowenische Nationalmannschaft, in denen sie ein Tor warf. Mit Slowenien nahm sie an der Europameisterschaft 2010, an der Europameisterschaft 2018, an der Weltmeisterschaft 2019, an der Europameisterschaft 2020 und an der Europameisterschaft 2022 teil.

### Als Trainerin
Zec übernahm zur Saison 2024/25 den Posten als Torwarttrainerin beim deutschen Bundesligisten Sport-Union Neckarsulm.